# Elizabeth Kortright Monroe

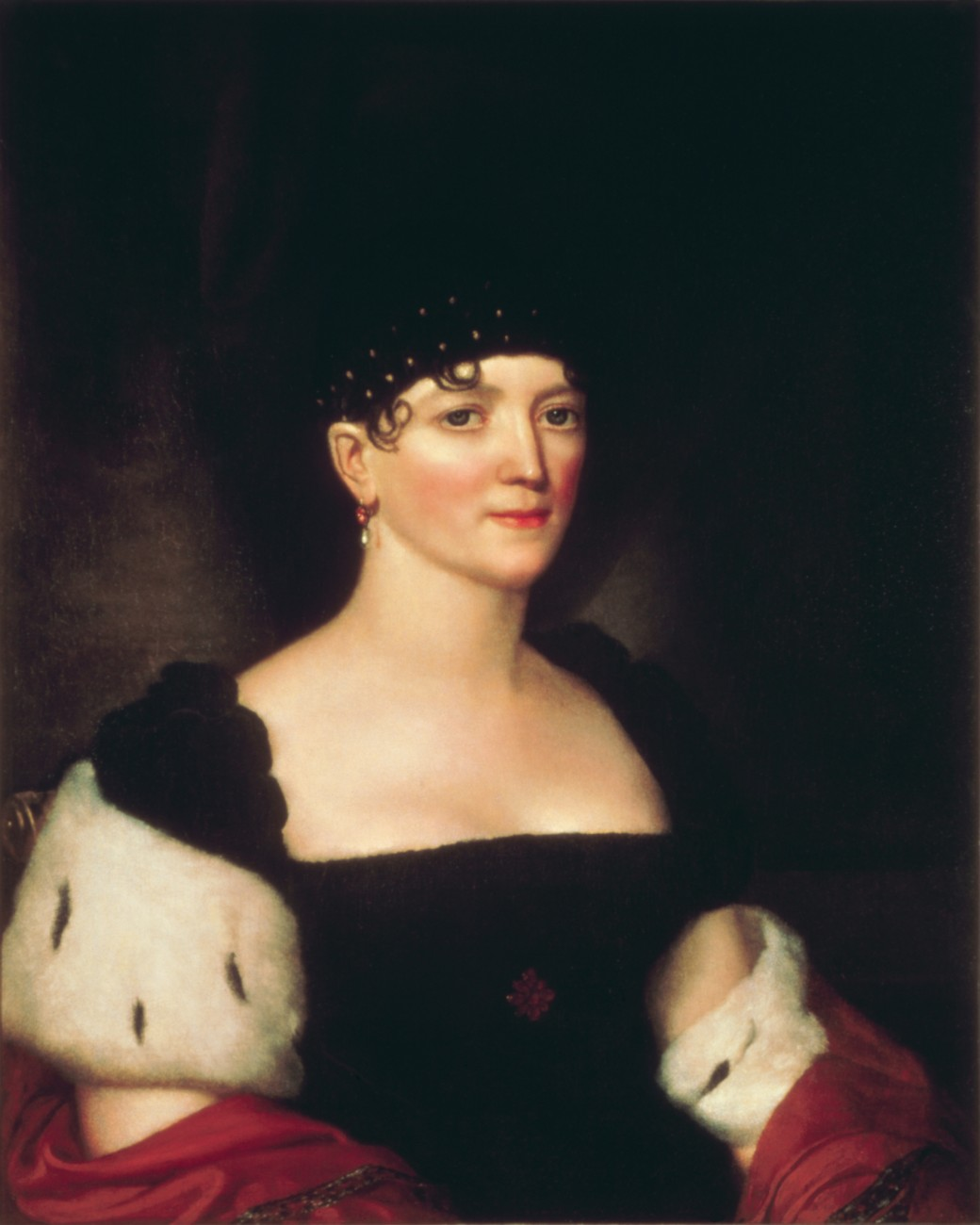
Elizabeth Kortright Monroe

Elizabeth Kortright Monroe (* 30. Juni 1768 in New York City; † 23. September 1830 auf ihrer Plantage Oak Hill) war die Ehefrau des fünften US-Präsidenten James Monroe und damit die First Lady der Vereinigten Staaten von 1817 bis 1825.

## Leben
Elizabeth Monroe stammte aus einer alteingesessenen New Yorker Familie niederländisch-flämischer Herkunft. Schon ihr Großvater Cornelius Kortright (1704–1745) war als Händler kaufmännisch tätig gewesen. Ihr Vater Captain Lawrence Kortright (1728–1794) setzte diese Tradition fort und hatte u. a. als Miteigentümer von Kaperschiffen, die mit Kaperbriefen gegen die „Feinde der britischen Krone“ ausgestattet waren, ein Vermögen gemacht. Er war nicht nur einer der Mitbegründer der New-Yorker Handelskammer, sondern hatte darüber hinaus sich auch an den britisch-französischen Auseinandersetzungen während der Indianerkriege auf Seiten der britischen Krone beteiligt. Aus dem Amerikanischen Unabhängigkeitskrieg hielt er sich jedoch heraus. Eine Überraschung war es deshalb, als seine Tochter Elizabeth am 16. Februar 1786 als Siebzehnjährige James Monroe heiratete. Zu dieser Zeit war der 27-jährige Monroe ein Anwalt. Der Schwiegersohn, von schottisch-walisisch-französischer Herkunft, war nicht nur für seine franzosenfreundliche Haltung bekannt, hinzu kam auch noch seine britenfeindliche Einstellung. Das junge Paar lebte anfangs in Fredericksburg, Virginia, und 1787 kam bereits das erste Kind zur Welt, Tochter Eliza Kortright (1787–1835). Im Jahr 1794 begleitete Elizabeth Kortright Monroe dann ihren Ehemann nach Paris, da dieser von Präsident George Washington zum US-Gesandten in Frankreich ernannt worden war. Doch bereits 1796 wurde er wieder seines Postens enthoben, weil er durch seine zu franzosenfreundliche Haltung in Washington inzwischen in Ungnade gefallen war. Im Frühjahr 1797 kehrte das Ehepaar Monroe mit ihrer Tochter zurück nach Amerika. Während James Monroe im Anschluss damit beschäftigt war, eine 500 Seiten umfassende Rechtfertigungsschrift zu verfassen, bekam Elizabeth in den darauf folgenden Jahren noch zwei weitere Kinder: J. S. (was vermutlich für James Spence steht, 1799–1801) und Maria Hester (1803–1850). Nach 1800 änderte sich jedoch das politische Klima und Monroe wurde 1803 erneut nach Paris geschickt, diesmal zusammen mit Robert R. Livingston als bevollmächtigter Gesandter, die dort erfolgreich die Abtretung des Louisiana-Gebietes durch Kauf aushandelten.
Ihr Mann wurde 1811 unter Präsident James Madison US-Außenminister (secretary of state), und die Monroes wurden damit Teil des gesellschaftlichen Lebens in Washington. Als Monroe dann im Jahre 1817 selber Präsident wurde, gab Elizabeth zwar die vollendete Gastgeberin, jedoch hatten die Washingtoner gewisse Probleme mit dem von ihr und ihrer Tochter favorisierten europäischen, etikette-orientierten „New York style“, der im starken Kontrast zum offeneren „Virginia social style“ ihrer äußerst populären Vorgängerin Dolley Madison stand. Die Hochzeit ihrer Tochter Maria Hester Monroe mit ihrem Neffen Samuel L. Gouverneur, die erste Hochzeit, die im Weißen Haus abgehalten wurde, verlief dann auch rein privat, ohne die Washingtoner Gesellschaft, was man ihr in der Folge nicht gut anrechnete. Noch während der Präsidentschaft ihres Mannes wurde sie krank, konnte sich sozial nicht mehr engagieren und hielt sich abseits. Ihr Ehemann hatte Verständnis für sie, im Gegensatz zu den Bewohnern Washingtons, die sie für träge und eitel hielten.
Ihren etikette-behafteten, fast schon aristokratischen Stil europäischer Höfe behielt sie jedoch bei. Die Vorliebe von Mutter und Tochter für die formalen europäischen Umgangsformen ging vermutlich auf die Zeit in Paris zurück. Tochter Eliza war beispielsweise mit Hortense de Beauharnais befreundet, der späteren Stieftochter von Napoleon, und beide Mädchen besuchten die elitäre Schule der Madame Campan, einer ehemaligen Kammerfrau der französischen Königin Marie-Antoinette.
Nach dem Ende der zweiten Amtszeit ihres Mannes ließ sich das Ehepaar auf der Plantage Oak Hill in Virginia nieder und verbrachte dort die letzten gemeinsamen Jahre.
Elizabeth Gesundheit verschlechterte sich zusehends. Sie starb nach langer Krankheit am 23. September 1830 in Oak Hill und wurde auf dem Hollywood Cemetery in Richmond begraben.

## Nachweise
1. ↑  
Die zahlreichen Mitglieder der New-Yorker Kortright-Familien stammen ursprünglich von Bastiaen Van Kortryk (geb. 1580) ab, einem Protestanten, der um 1615 von Kortrijk, einer Stadt in Westflandern, also in den katholischen Spanischen Niederlande, nach Leerdam in Südholland, also in die calvinistischen nördlichen Niederlande, zog. Dessen zwei Söhne Jan Bastiaense und Michiel Bastiaense, die zwischen 1618 und 1620 in Leerdam geboren wurden, wanderten kurz vor der Abtretung der niederländischen Kolonie in Nordamerika an die Engländer, nach dorthin aus. Die beiden Brüder kamen zusammen mit ihren Frauen und Kindern am 16. April 1663 mit dem Schiff De Bonte Koe (Die bunte Kuh) in Neu-Amsterdam an. Cornelis Jansen Kortryk (1645–1689) war eines der Kinder von Jan Bastiaense und über Lawrence Corneliussen Kortright (1681–1726) der Großvater von Cornelius Kortright (1704–1745), welcher wiederum seinerseits über Captain Lawrence Kortright (1728–1794) der Großvater von Elizabeth Kortright war. Dutch-Colonies-L Archives: Van Kortryk / Kortright
2. ↑  "Lawrence Kortright – Biography" bei: nysoclib.org.
3. ↑  "Elizabeth Kortright Monroe" bei:obamawhitehouse.archives.gov.
4. ↑  Eintrag James Monroe auf Seite 737 im 18. Band der Encyclopaedia Britannica von 1911.

| Personendaten    | Personendaten               |
| ---------------- | --------------------------- |
| NAME             | Monroe, Elizabeth Kortright |
| KURZBESCHREIBUNG | US-amerikanische First Lady |
| GEBURTSDATUM     | 30. Juni 1768               |
| GEBURTSORT       | New York City               |
| STERBEDATUM      | 23. September 1830          |
| STERBEORT        | Plantage Oak Hill           |